# كوري ديكرسون (لاعب كرة قدم أمريكية)
كوري ديكرسون (بالإنجليزية: Kori Dickerson)‏ هو لاعب كرة قدم أمريكية أمريكي، ولد في 6 ديسمبر 1978 في لوس أنجلوس في الولايات المتحدة.

## وصلات خارجية
- كوري ديكرسون على موقع مرجع كرة القدم المحترفة.كوم (الإنجليزية)